# Gassbo kraftverk
Gassbo kraftverk är belägen i Gassboån i Långaryds socken i Hylte kommun i Småland (Hallands län)

## Historik
Denna kraftstation var från början en gammal kvarn som användes för att mala säd. Kvarnen byggdes 1673 och betjänade flera gårdar. En kvarnsten från 1600-talet finns kvar att se på plats.
Vattenfallet drev också en såg. I början av 1900-talet installerades vattenturbinen och kraftstationen fick sitt nuvarande utseende. Kraftstationen drev då en såg och snickerirörelse. Det drogs även elledningar till grannstugorna.
Mångåriga renoveringar har gjort Gassbo till vad det är idag. I arbetet har stor hänsyn tagits till att bevara de yttre fasaderna av denna historiska byggnad. Sedan 2010 är kraftstationen, den gamla sågen, kulturminnesmärkt.

## Vattenkraftverket
Fallhöjden där är 3,8 meter och medelvattenföringen 1,75 m³/s. En horisontell dubbelfrancis-turbin producerar som mest cirka 50 kW och en årsproduktion på mellan 180 000 och 250 000 kWh vilket motsvarar en kapacitetsfaktor på mellan 41 och 57 procent. Produktionen motsvar elbehovet i 15-20 elvärmda villor (12 000 kWh/år) eller hushållsel till 45-60 hushåll (4 000 kWh/år).